# Szygojewo
Szygojewo (ros. Шигоево) – wieś w Rosji, w rejonie szeksnińkim obwodu wołogodzkiego. W 2010 r. liczyła 59 mieszkańców.